# パウル・ドルーデ
パウル・カール・ルートヴィヒ・ドルーデ（Paul Karl Ludwig Drude, 1863年7月12日 - 1906年7月5日）はドイツの物理学者である。金属の電気伝導に関する経験則であったウィーデマン・フランツの法則を説明するため、ドルーデモデルを提唱したことで知られる。
ブラウンシュヴァイクで物理学者の息子に生まれた。ゲッティンゲン大学、フライブルク大学、ベルリン大学で数学を学ぶが、ヴォルデマール・フォークトの影響によって、物理学に転じた。フォークトの指導のもとで光学を研究した。1894年ライプツィヒ大学の員外教授になった。1900年に電気伝導に関する自由電子モデルによる解析を発表した。1901年から1905年までギーセン大学の教授、1905年にベルリン大学の物理学研究所の所長になった。42歳でベルリンで自殺した。